# 音色 (COLORの曲)
「音色」（ねいろ）は、COLORの4枚目のシングル。2005年12月7日にrhythm zoneから発売。

## 概要
前作「Summer time cruisin'」から約3か月後のシングルで、アルバム『RED 〜Love is all around〜』からのリカットシングルである。「CD+DVD」「CDのみ」の2形態で発売。
DVDには表題曲「音色」のミュージックビデオを収録。

## 収録曲
CD
1. 音色
作詞：ATSUSHI、作曲：Hitoshi Harukawa
テレビ朝日系ドラマ『熟年離婚』主題歌
2. 音色 (Acoustic Mix)
3. Dear Mama
作詞：ATSUSHI、作曲：Hitoshi Harukawa
4. 音色 (Instrumental)

DVD
1. 音色 (Video Clip)